# Miletus gopara
Miletus gopara är en fjärilsart som beskrevs av De Nicéville 1890. Miletus gopara ingår i släktet Miletus och familjen juvelvingar. Inga underarter finns listade i Catalogue of Life.

## Bildgalleri

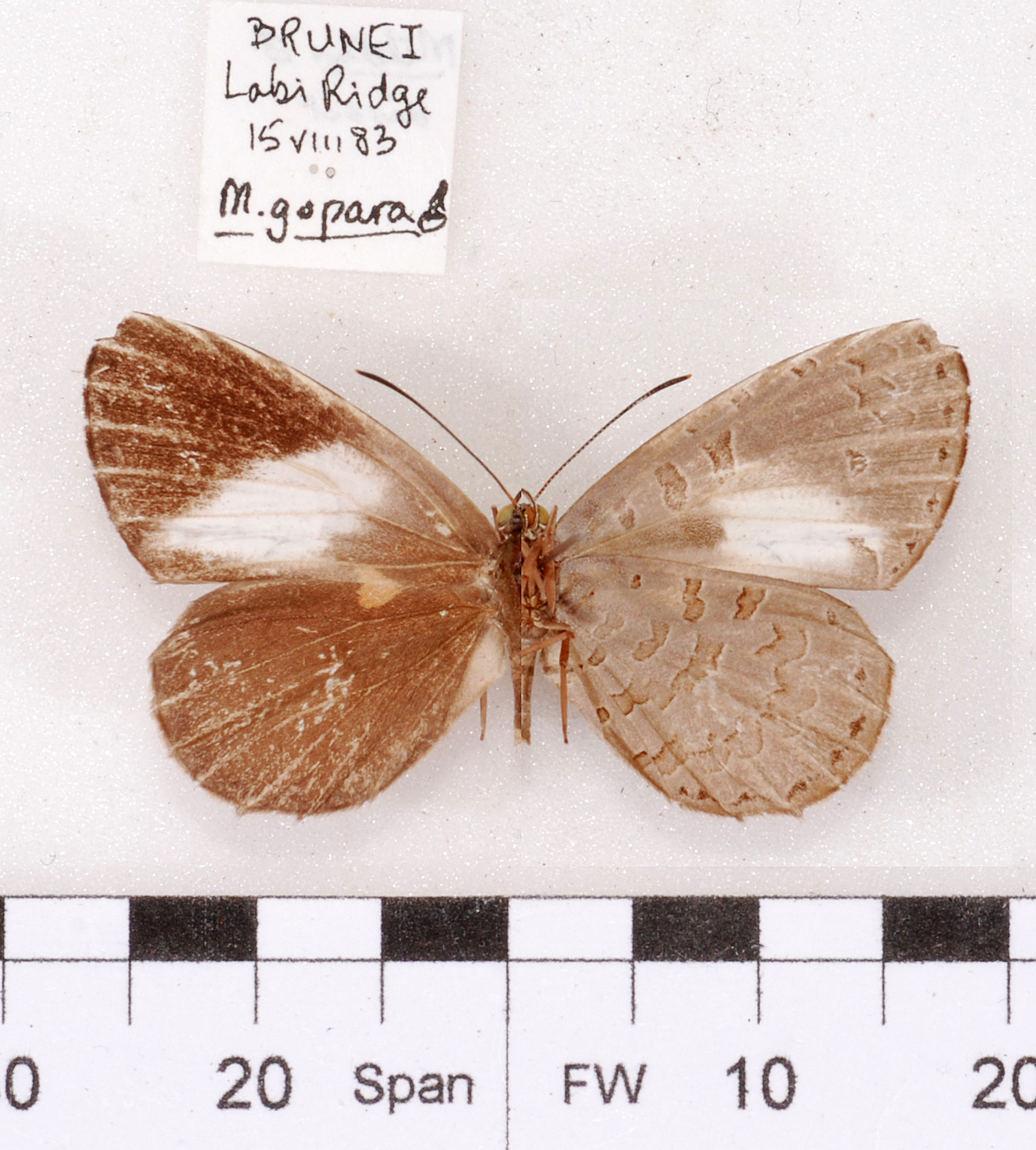